# Nostolachma jenkinsii
Nostolachma jenkinsii är en måreväxtart som först beskrevs av Joseph Dalton Hooker, och fick sitt nu gällande namn av Debendra Bijoy Deb och Lahiri. Nostolachma jenkinsii ingår i släktet Nostolachma och familjen måreväxter. Inga underarter finns listade i Catalogue of Life.